# Four Nations Chess League 1995/96
Die Saison 1995/96 war die dritte Spielzeit der Four Nations Chess League (4NCL). Von den 12 Teilnehmern der vorherigen Saison waren die Invicta Knights Maidstone, der Barbican Chess Club und Covent Garden nicht vertreten, dafür gingen erstmals Guildford, Richmond, Hertford, Croydon und Newcastle an den Start, so dass 14 Mannschaften teilnahmen, die ein einfaches Rundenturnier spielten.
Der Titelverteidiger Midland Monarchs und Slough konnten den Rest des Feldes deutlich distanzieren, ein Punkt Abstand entschied das Titelrennen zugunsten von Slough. Ein Abstieg war in dieser Saison nicht vorgesehen.
Zu den gemeldeten Mannschaftskadern siehe Mannschaftskader der Four Nations Chess League 1995/96.

## Termine und Spielorte
Die Wettkämpfe fanden statt am 25. und 26. November 1995, 20. und 21. Januar, 17. und 18. Februar, 16. und 17. März, 27. und 28. April sowie 25., 26. und 27. Mai 1996. Die ersten beiden Runden wurden in Cheltenham ausgerichtet, dritte und vierte in Abergavenny, fünfte und sechste in Birmingham, siebte und achte in Hertford, neunte und zehnte in Newcastle und die letzten drei in Warwick.

## Abschlusstabelle
| Pl. | Verein                 | Sp | G  | U | V  | MP    | Brett-P.  |
| --- | ---------------------- | -- | -- | - | -- | ----- | --------- |
| 01. | Slough Chess Club      | 13 | 11 | 2 | 0  | 24:2  | 75,0:29,0 |
| 02. | Midland Monarchs (M)   | 13 | 11 | 1 | 1  | 23:3  | 74,5:29,5 |
| 03. | Wood Green             | 13 | 9  | 1 | 3  | 19:7  | 68,5:35,5 |
| 04. | British Chess Magazine | 13 | 8  | 3 | 2  | 19:7  | 62,0:42,0 |
| 05. | Witney                 | 13 | 6  | 2 | 5  | 14:12 | 52,0:52,0 |
| 06. | South Wales Dragons    | 13 | 6  | 2 | 5  | 14:12 | 48,5:55,5 |
| 07. | Guildford              | 13 | 6  | 1 | 6  | 13:13 | 53,5:50,5 |
| 08. | Richmond               | 13 | 5  | 3 | 5  | 13:13 | 52,0:52,0 |
| 09. | Hertford               | 13 | 5  | 2 | 6  | 12:14 | 50,0:54,0 |
| 10. | North West Eagles      | 13 | 5  | 1 | 7  | 11:15 | 44,0:60,0 |
| 11. | Croydon                | 13 | 3  | 2 | 8  | 8:18  | 41,0:63,0 |
| 12. | Na Fianna              | 13 | 2  | 1 | 10 | 5:21  | 32,5:71,5 |
| 13. | Bristol & District     | 13 | 1  | 2 | 10 | 4:22  | 37,5:66,5 |
| 14. | Newcastle              | 13 | 0  | 3 | 10 | 3:23  | 36,0:68,0 |

## Entscheidungen
|     | Britischer Meister: Slough Chess Club |
|     | Absteiger: keiner                     |
| (M) | Meister der letzten Saison            |

## Kreuztabelle
| Ergebnisse | Ergebnisse             | 01. | 02. | 03. | 04. | 05. | 06. | 07. | 08. | 09. | 10. | 11. | 12. | 13. | 14. |
| ---------- | ---------------------- | --- | --- | --- | --- | --- | --- | --- | --- | --- | --- | --- | --- | --- | --- |
| 01.        | Slough Chess Club      |     | 5½  | 6½  | 7   | 6   | 4½  | 5½  | 7½  | 6½  | 4   | 5½  | 6½  | 6   | 4   |
| 02.        | Midland Monarchs       | 2½  |     | 4½  | 6   | 6½  | 5½  | 6   | 4   | 6½  | 6   | 7½  | 7   | 6½  | 6   |
| 03.        | Wood Green             | 1½  | 3½  |     | 4   | 5½  | 3½  | 4½  | 6   | 7½  | 7½  | 5   | 6½  | 6½  | 7   |
| 04.        | British Chess Magazine | 1   | 2   | 4   |     | 7   | 4   | 5   | 4½  | 4   | 7½  | 7   | 6   | 5   | 5   |
| 05.        | Witney                 | 2   | 1½  | 2½  | 1   |     | 3½  | 5   | 5   | 4½  | 5½  | 4   | 4   | 6½  | 7   |
| 06.        | South Wales Dragons    | 3½  | 2½  | 4½  | 4   | 4½  |     | 1½  | 2½  | 4   | 3   | 4½  | 5   | 4½  | 4½  |
| 07.        | Guildford Chess Club   | 2½  | 2   | 3½  | 3   | 3   | 6½  |     | 4½  | 3   | 5   | 7   | 4½  | 4   | 5   |
| 08.        | Richmond Chess Club    | ½   | 4   | 2   | 3½  | 3   | 5½  | 3½  |     | 5   | 4½  | 6   | 6½  | 4   | 4   |
| 09.        | Hertford Chess Club    | 1½  | 1½  | ½   | 4   | 3½  | 4   | 5   | 3   |     | 4½  | 2½  | 7½  | 6   | 6½  |
| 10.        | North West Eagles      | 4   | 2   | ½   | ½   | 2½  | 5   | 3   | 3½  | 3½  |     | 4½  | 5½  | 5   | 4½  |
| 11.        | Croydon Chess          | 2½  | ½   | 3   | 1   | 4   | 3½  | 1   | 2   | 5½  | 3½  |     | 6   | 4½  | 4   |
| 12.        | Na Fianna              | 1½  | 1   | 1½  | 2   | 4   | 3   | 3½  | ½   | ½   | 2½  | 2   |     | 5   | 5½  |
| 13.        | Bristol Chess Club     | 2   | 1½  | 1½  | 3   | 1½  | 3½  | 4   | 4   | 2   | 3   | 3½  | 3   |     | 5   |
| 14.        | Newcastle Chess Club   | 4   | 2   | 1   | 3   | 1   | 3½  | 3   | 4   | 1½  | 3½  | 4   | 2½  | 3   |     |

Anmerkung: Im Wettkampf zwischen Richmond und Na Fianna ließen beiden Mannschaften das letzte Brett unbesetzt, so dass diese Partie 0:0 gewertet wurde.

## Die Meistermannschaft
| 1.            | Slough Chess Club |
| Schachfiguren | Michael Adams, Tony Miles, Jonathan Speelman, Julian Hodgson, Bogdan Lalić, Anthony Kosten, Mark Hebden, Michael Hennigan, Aaron Summerscale, Ali Mortazavi, James Poulton, Clive Cubitt, Susan Lalić, John Richardson, Andrew Smith, Richard Webb, Miroslav Houska, Robert Noyce, Arthur Brameld, Jovanka Houska. |